# José Alfonso Cavada
José Andrés Alfonso Cavada (La Serena; 4 de febrero de 1832-Santiago, 23 de marzo de 1909) fue un juez y político chileno.

## Vida
Era hijo de Manuel Alfonso y Rodríguez y de Agustina Cavada Meléndez. Realizó sus estudios primarios y secundarios en el Liceo de La Serena y posteriormente en el Instituto Nacional. Estudió derecho en la Universidad de Chile, jurando como abogado en 1855.
Trabajó en los tribunales, llegando a convertirse en 1832 en ministro de la Corte Suprema de Justicia de Chile, cargo que ejerció hasta 1905. 
Durante la Guerra del Pacífico fue nombrado auditor de guerra del Ejército del Norte y encargado del servicio secreto entre 1879 y 1880.: 285  También fue ministro de hacienda y fue quien aumentó el impuesto a la exportación de salitre durante la guerra.
Fue presidente de la Corte Suprema en 1895 y en 1902.

## Vida política
Como político, pertenecía al Partido Radical. Llegó a convertirse en ministro de Relaciones Exteriores (1875-1878) y de Hacienda (1880-1881). Como ministro de Relaciones Exteriores, debió enfrentarse a la espinosa situación del conflicto por la posesión de la Patagonia, llegando a un retroceso cuando el presidente Avellaneda repudia el acuerdo Tejedor-Blest Gana, que se acercaba a una solución, por lo que se envía a una nueva misión diplomática encabezada por Diego Barros Arana, que tampoco llegaría a una solución definitiva.
Autorización de la captura y exhibición de grupos fueguinos y kawésqar 
En esta carta José Alfonso Cavada, el entonces ministro de Relaciones de Exteriores y colonización, le responde al embajador el Imperio Germano, Friedrich von Gülich que impartirá órdenes al gobierno de Magallanes para que se permitiera a Carl Hagenbeck o a la persona que lo represente, el traslado de uno o más tipos de patagónicos o fueguinos. Lo que permitió la captura de 3 Tehuelche, 11 Kawésqar y 11 Selk'nam. esto de acuerdo a: Cartas Ministerio de Relaciones Exteriores Gobernación de Magallanes, Vol. 210. Archivo
Nacional de Chile. y Cartas Ministerio de Relaciones Exteriores gobierno y agentes diplomáticos de Alemania en Chile, Vol. 187. Archivo Nacional de Chile